# Christopher Small
Pour les articles homonymes, voir Small.
Christopher Neville Charles Small (1927-2011) était un musicien, un compositeur, un pédagogue et l’auteur d'ouvrages influents dans les domaines de la musicologie et de l'ethnomusicologie. Sa pensée est moins consacrée à la « musique » qu’à sa performance et son expérience, ce qui l'a amené à proposer une théorie du « musiquer ».

## Biographie
Small est né à Palmerston North, en Nouvelle-Zélande. Il a fait des études en zoologie avant d’étudier le piano, la composition et la direction de chœurs à l’université Victoria, à Wellington. Après avoir enseigné plusieurs années dans l’enseignement secondaire tout en composant notamment de la musique de films d’animation, il décrocha une bourse pour étudier la composition à Londres, y déménageant au début des années 1960. Là, il participa au bouillonnement avant-gardiste et contre-culturel de la « Swinging London », avant de revenir à l’enseignement, dans le secondaire puis, à partir de 1968, dans le supérieur, et de développer son travail de composition (œuvres orchestrales et chorales). Il déménagea de nouveau en 1986 pour s’installer à Sitges en Espagne avec son compagnon, le danseur-chanteur et éducateur Neville Braithwaite, qu’il épousa en 2006 après l’adoption du mariage homosexuel en Espagne.

## Musique, expérience et participation: «musiquer»
Christopher Small publia en 1977 son premier ouvrage, Music, Society, Education (Londres, J. Calder), une analyse de l’histoire et des formes d’organisation de la musique classique occidentale, suivi dix ans plus tard de Music of the Common Tongue : Survival and Celebration in Afro-American Music (Londres/New York, J. Calder/Riverrun Press), consacré à l’histoire et à la fonction des musiques africaines-américaines. À partir d’une démarche comparative, il porte dans ces deux livres une attention particulière à l’organisation, à l’expérience de la musique et à sa signification rituelle, sociale, politique et pédagogique : ce qui compte pour Small, c’est la participation à laquelle l’activité musicale – le « musiquer », terme qu’il définit pour la première fois dans Music of the Common Tongue – invite : non pas la glorification de chefs-d’œuvre, mais la célébration de tout un ensemble de relations sociales et imaginaires. 
Small plaide donc pour la réintroduction dans le vocabulaire de ce verbe tombé en désuétude en anglais comme en français. Selon sa propre définition, « musiquer, c’est participer, de quelque manière que ce soit, à une performance musicale, en jouant, en écoutant, en répétant ou en pratiquant, en fournissant un matériau pour une performance (ce qu’on appelle composer), ou en dansant ». Les deux ouvrages eurent une influence retentissante, aussi bien auprès d’élèves et d’étudiants en musique que de figures qui allaient contribuer à l’éclosion de la « New Musicology », telles que Susan McClary et son mari Robert Walser, qui rééditèrent ces deux ouvrages aux presses universitaires de l’université de Wesleyan, et poussèrent Small à tirer de ses nombreuses notes son dernier livre, Musicking, publié en 1998 (traduction française : 2019). À sa publication, l'ouvrage est « presque aussitôt devenu un classique des Music Studies selon Antoine Hennion ». Traduit et publié en France en mai 2019, il a obtenu le prix France Musique Claude Samuel 2020 de l'essai.

## Travaux

### Ouvrages
- Music, Society, Education, Londres, J. Calder, 1977.
- Schoenberg, 1977.
- Music of the Common Tongue : Survival and Celebration in Afro-American Music, Londres/New York, J. Calder/Riverrun Press, 1987.
- Musiquer. Le sens de l'expérience musicale, Paris, Philharmonie de Paris/Cité de la musique, 2019 (1998).
- Robert Walser (ed.) The Christopher Small Reader, Middletown, Wesleyan University Press, 2016.

### Œuvres
- Actions for Chorus – Some Maori Place Names for large chorus (1974)
- Black Cat for school percussion ensemble and voices (1968)
- Children of the Mist, a ballet in two acts for orchestra (1960)
- Concert Piece for orchestra (1963)
- High Country Stockman, orchestral music for film (1952)
- Suite from Children of the Mist, for orchestra  (1960)
- TB, for film (1955)
- The Story of Soil, music for film (1954)
- Trees, music for film (1952)
- Various Songs and Solo Piano Pieces for students and friends (1980)
- What on Earth is Happening music for film (1958)